# Ngullamiris
Ngullamiris is een geslacht van wantsen uit de familie van de Miridae (blindwantsen). Het geslacht werd voor het eerst wetenschappelijk beschreven door Celia Symonds en Gerasimos Cassis in 2018.

## Soorten
Het genus is monotypisch en bevat alleen de volgende soort:

- Ngullamiris whadjuk Symonds & Cassis, 2018